# نیکتاج صبری
نیکتاج صبری (زاده ۱۲۹۸ خورشیدی در تهران – درگذشته ۱۳۴۹) یکی از بازیگران اولین فیلم ناطق سینمای ایران بود که در سال ۱۳۴۹ درگذشت.او یکی از زنان پیشگام در زمینه کمدی بود. وی از اولین زنان ایرانی بود که با وجود محدودیتها روی صحنه رفت و در نمایشهای رادیویی نیز شرکت داشت.

## فوت
صبری روز سوم آبان ۱۳۴۹ به دلیل انفجار گاز در منزلش به شدت مجروح شد و توسط همسایگان به بیمارستان انتقال یافت. وی یک هفته بعد به دلیل شدت جراحات درگذشت.

## فیلم‌شناسی
- پهلوان در قرن اتم (۱۳۵۰)
- سه تا جاهل (۱۳۵۰)
- بابا کرم (۱۳۴۹)
- پنجره (۱۳۴۹)
- گناه زیبایی (۱۳۴۸)
- سلطان قلب‌ها (۱۳۴۷، محمدعلی فردین)
- سه دیوانه (۱۳۴۷، جلال مقدم)
- ول‌معطلی (۱۳۴۵)
- خروس جنگی (۱۳۴۴، اسماعیل پورسعید)
- داغ ننگ (۱۳۴۴)
- در دنیا بیگانه بودم (۱۳۴۴)
- انسان‌ها (۱۳۴۳)
- بن‌بست (۱۳۴۳)
- نابغه هفت‌ماهه (۱۳۴۲)
- دوستان یکرنگ (۱۳۳۹)
- کی به کیه؟ (۱۳۳۹)
- روزنه امید (۱۳۳۸)
- سایه (۱۳۳۸)
- می‌میرم برای پول (۱۳۳۸)
- چشم به راه (۱۳۳۷)
- لات جوانمرد (۱۳۳۷، مجید محسنی)
- همه گناهکاریم (۱۳۳۷)
- بلبل مزرعه (۱۳۳۶، مجید محسنی)
- نردبان ترقی (۱۳۳۶)
- یاغی (۱۳۳۱)
- واریته بهاری (۱۳۲۸، پرویز خطیبی)